# Isole Ballestas
Le Isole Ballestas (in spagnolo: Islas Ballestas) sono un gruppo di piccole isole al largo della città di Pisco, lungo la costa meridionale del Perù.
Con un'estensione di circa 0,12 km² queste isole sono un importante santuario per la fauna marina, come ad esempio la sula piediazzurri, i pinguini di Humboldt e due varietà di pinnipedi (le otarie orsine e i leoni marini).
Queste isole possono essere raggiunte grazie a imbarcazioni turistiche che salpano dal porto di Pisco per brevi tour di circa due ore.

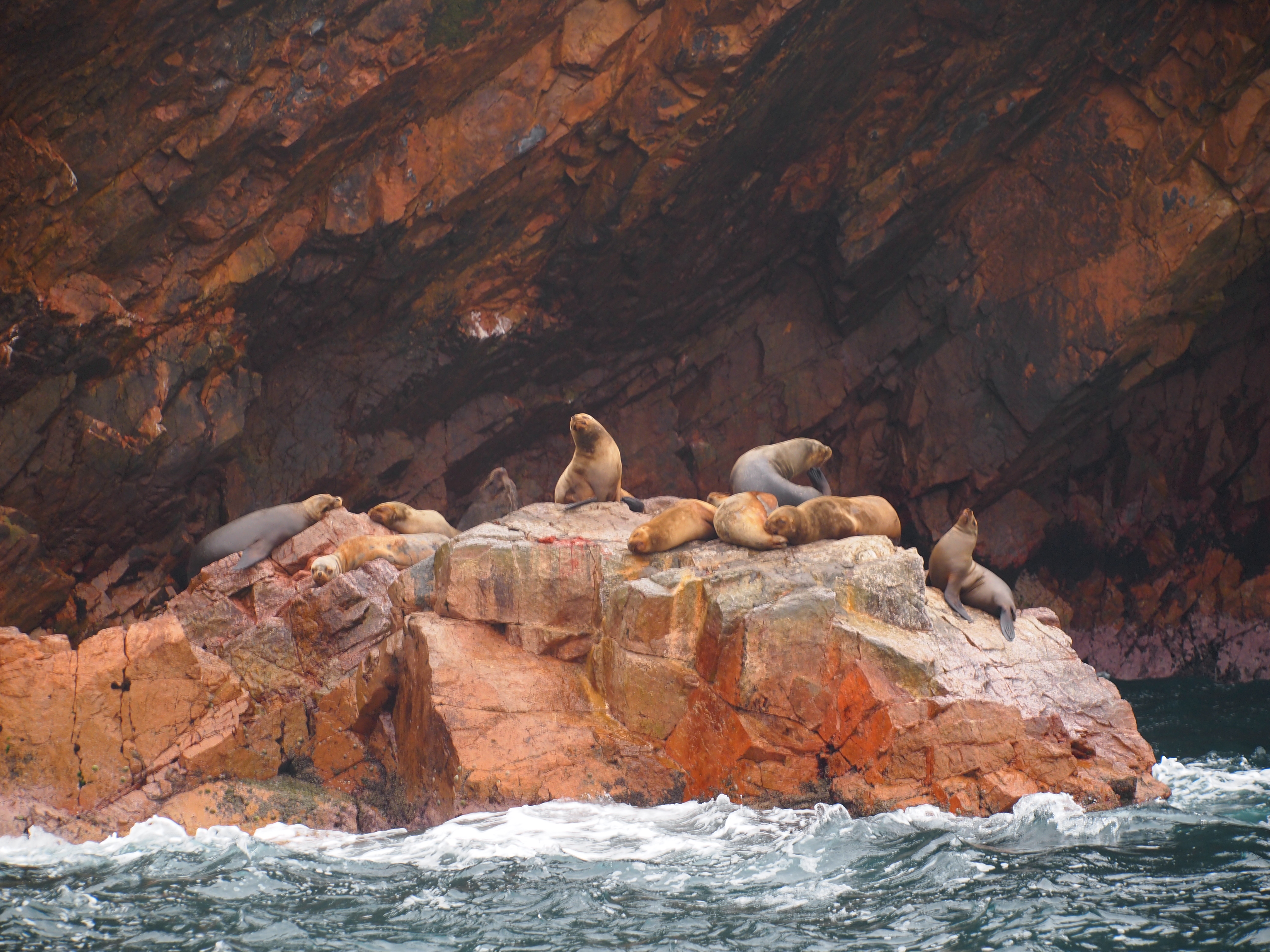
Un gruppo di leoni marini riposa sugli scogli delle Isole Ballestas.